# Io canto (album Laura Pausini)
Io canto è il decimo album (l'ottavo in studio) della cantante italiana Laura Pausini pubblicato in Italia il 10 novembre 2006 e in Francia il 13 novembre.
L'album viene pubblicato in lingua spagnola con il nome Yo canto il 14 novembre 2006.

## Descrizione
Il disco raccoglie 16 cover di popolari brani italiani, scelti da Laura Pausini tra i suoi cavalli di battaglia degli anni in cui cantava nei pianobar della riviera romagnola, oppure tra i pezzi che hanno fatto da colonna sonora della sua vita o di una sua storia d'amore. Laura Pausini ha dichiarato di aver voluto pubblicare Io canto allo scopo di far conoscere le canzoni dei suoi colleghi al pubblico straniero e ai più giovani che ancora non le hanno scoperte.
Tutti i brani inclusi nel disco sono stati scritti ed interpretati da noti cantautori italiani, tutti uomini: secondo quanto dichiarato da Laura Pausini, questa caratteristica non è il frutto di una scelta voluta, ma solo il risultato casuale della scrematura dei brani operata per arrivare alla tracklist finale. La scelta delle canzoni è partita da un elenco di 152 brani, comprendenti anche Ho messo via di Luciano Ligabue, Gocce di memoria di Giorgia e Piccolo uomo di Mia Martini. Tra i brani provinati è incluso anche È non è di Niccolò Fabi, poi reso disponibile come Bonus track per la versione del disco scaricabile tramite iTunes.
All'interno dell'album sono presenti tre duetti: in Non me lo so spiegare Laura Pausini duetta con l'autore del brano, Tiziano Ferro, mentre i brani Come il sole all'improvviso e Il mio canto libero sono cantanti rispettivamente insieme a Johnny Hallyday e Juanes.
In occasione della pubblicazione del disco, la cantante romagnola ha annunciato un possibile seguito ma, nonostante il successo ottenuto, fino ad oggi non è stato realizzato nessun seguito dell'album.
L'album, distribuito in 47 Paesi, è stato pubblicato anche in lingua spagnola con il titolo Yo canto.
Un video promozionale dell'album, Io canto EPK, è stato pubblicato sul canale ufficiale YouTube di Laura Pausini.

## Edizioni

### Io canto
L'edizione del disco pubblicata in Italia contiene 16 tracce inedite. Il 1º settembre 2023, in occasione dei festeggiamenti dei 30 anni di carriera dell'artista, l'album viene pubblicato per la prima volta in doppio vinile 33 giri colorato.
- CD: 5051011729027

- 2 33 giri (2023): 5054197647468

1. Io canto – 4:16 (testo: Marco Luberti – musica: Riccardo Cocciante) – (brano di Riccardo Cocciante, da ...E io canto, 1979)
2. Due – 4:38 (testo: Raf, Cheope – musica: Raf) – (brano di Raf, da Cannibali, 1993)
3. Scrivimi – 3:52 (testo e musica: Nino Buonocore, Michele De Vitis) – (brano di Nino Buonocore, da Sabato, domenica e lunedì, 1990)
4. Il mio canto libero (feat. Juanes) – 4:34 (testo: Mogol – musica: Lucio Battisti) – (brano di Lucio Battisti, da Il mio canto libero, 1972)
5. Destinazione Paradiso – 3:40 (testo: Gianluca Grignani – musica: Gianluca Grignani) – (brano di Gianluca Grignani, da Destinazione Paradiso, 1995)
6. Stella gemella – 4:37 (testo: Eros Ramazzotti, Adelio Cogliati – musica: Eros Ramazzotti, Vladi Tosetto, Mario Lavezzi) – (brano di Eros Ramazzotti, da Dove c'è musica, 1996)
7. Come il sole all'improvviso (feat. Johnny Hallyday) – 3:19 (testo: Gino Paoli – musica: Zucchero) – (brano di Zucchero Fornaciari, da Rispetto, 1986)
8. Cinque giorni – 4:05 (testo: Vincenzo Incenzo – musica: Michele Zarrillo) – (brano di Michele Zarrillo, da Come uomo tra gli uomini, 1994)
9. La mia banda suona il rock – 3:46 (testo e musica: Ivano Fossati) – (brano di Ivano Fossati, da La mia banda suona il rock, 1979)
10. Spaccacuore – 4:09 (testo: Samuele Bersani, Lucio Dalla – musica: Samuele Bersani, Giuseppe D’Onghia) – (brano di Samuele Bersani, da Freak, 1994)
11. Anima fragile – 3:27 (testo e musica: Vasco Rossi) – (brano di Vasco Rossi, da Colpa d'Alfredo, 1980)
12. Non me lo so spiegare (feat. Tiziano Ferro) – 4:32 (testo e musica: Tiziano Ferro) – (brano di Tiziano Ferro, da 111 Centoundici, 2003)
13. Nei giardini che nessuno sa – 5:14 (testo: Renato Zero – musica: Danilo Riccardi, Renato Zero) – (brano di Renato Zero, da L'imperfetto, 1994)
14. In una stanza quasi rosa – 4:34 (testo e musica: Biagio Antonacci) – (brano di Biagio Antonacci, da Il mucchio, 1996)
15. Quando – 3:41 (testo e musica: Pino Daniele) – (brano di Pino Daniele, da Sotto 'o sole, 1991)
16. Strada facendo – 5:41 (testo e musica: Claudio Baglioni) – (brano di Claudio Baglioni, da Strada facendo, 1981)

Durata totale: 68:05

### Io canto(ristampa)
L'edizione dell'album ristampata a marzo 2007 presenta una variazione rispetto alla tracklist dell'edizione originale.
Per problemi di copyright la traccia numero 4 Il mio canto libero in lingua italo-spagnola viene sostituita con Mi libre canción in lingua spagnola.
- CD: 5051442076721

### Io canto - Yo canto Promo Box Edition
L'edizione Promo Box Edition pubblicata in Italia è un cofanetto cartonato promozionale (formato 25 x 25 cm) per i giornalisti (non in vendita) composto da:
- CD Io canto.
- CD Yo canto.
- 2 Book fotografici (22 pagine, formato 25 x 25 cm).

### Io canto(Francia)
L'edizione del disco pubblicata in Francia contiene, in aggiunta rispetto all'edizione per l'Italia, una Bonus track: Je chante (Io canto) in lingua italo-francese.
- CD: 5051011783425

1. Je chante (Io canto) (Bonus track) – 4:22 (testo: Marco Luberti – adatt. francese: Jean-Pierre Lemaire – musica: Riccardo Cocciante) – (brano di Riccardo Cocciante, da ...Je chante, 1979)

Durata totale: 72:27

### Io canto(Grecia)
L'edizione del disco pubblicata in Grecia contiene le 16 tracce dell'edizione per l'Italia con in più un CD-ROM contenente tracce audio e videoclip.
- CD+CD-ROM: 5051011867927

Tracce CD-ROM
1. La solitudine (New Version) – 3:57 (testo: Federico Cavalli, Pietro Cremonesi – musica: Angelo Valsiglio, Pietro Cremonesi) – (Da The Best of Laura Pausini - E ritorno da te, 2001)
2. La prospettiva di me – 3:05 (testo: Laura Pausini, Cheope – musica: Daniel Vuletic) – (Da Resta in ascolto, 2004)
3. Tra te e il mare – 3:49 (testo e musica: Biagio Antonacci) – (Da Tra te e il mare, 2000)
4. Non c'è (New Version) – 4:39 (testo: Federico Cavalli, Pietro Cremonesi – musica: Angelo Valsiglio, Pietro Cremonesi) – (Da The Best of Laura Pausini - E ritorno da te, 2001)
5. Io canto (Videoclip) – 4:16
6. La prospettiva di me (Videoclip) – 3:05
7. Come se non fosse stato mai amore (Videoclip) – 4:00

Durata totale: 26:51

### Yo canto
L'edizione del disco in lingua spagnola pubblicata in Spagna e in America Latina contiene 16 tracce inedite.
- CD: 5051011729225 - 0825646400720

1. Yo canto – 4:16 (testo: Marco Luberti – adatt. spagnolo: Frank Andrada – musica: Riccardo Cocciante) – (brano di Riccardo Cocciante, da ...Yo canto, 1979)
2. Dos – 4:38 (testo: Raf, Cheope  – adatt. spagnolo: Ortiz, Laura Pausini – musica: Raf)
3. Escríbeme – 3:52 (testo e musica: Nino Buonocore, Michele De Vitis – adatt. spagnolo: Ortiz, Laura Pausini)
4. Mi libre canción (feat. Juanes) – 4:34 (testo: Mogol – adatt. spagnolo: Carlos Ramón – musica: Lucio Battisti) – (brano di Lucio Battisti, da Mi libre canción, 1973)
5. Destino paraíso – 3:40 (testo: Gianluca Grignani, Massimo Luca – adatt. spagnolo: Ignacio Ballesteros Díaz – musica: Gianluca Grignani) – (brano di Gianluca Grignani, da Destino paraíso, 1995)
6. Estrella gemela – 4:37 (testo: Eros Ramazzotti, Adelio Cogliati – adatt. spagnolo: Ignacio Guillén, Javier Bori, José Guillén – musica: Eros Ramazzotti, Vladi Tosetto, Mario Lavezzi) – (brano di Eros Ramazzotti, da Donde hay música, 1996)
7. Como el sol inesperado – 3:19 (testo: Gino Paoli – adatt. spagnolo: Ortiz, Laura Pausini – musica: Zucchero)
8. Cinco días – 4:05 (testo: Vincenzo Incenzo – adatt. spagnolo: Ignacio Ballesteros Díaz – musica: Michele Zarrillo) – (brano di Michele Zarrillo, da Cinco días, 1998)
9. Y mi banda toca el rock – 3:46 (testo e musica: Ivano Fossati – adatt. spagnolo: Hidalgo)
10. Dispárame, dispara – 4:09 (testo: Samuele Bersani, Lucio Dalla – adatt. spagnolo: Ortiz, Laura Pausini – musica: Samuele Bersani, Giuseppe D'Onghia)
11. Corazón frágil – 3:27 (testo e musica: Vasco Rossi – adatt. spagnolo: Ortiz, Laura Pausini)
12. No me lo puedo explicar (feat. Tiziano Ferro) – 4:32 (testo, adatt. spagnolo e musica: Tiziano Ferro) – (brano di Tiziano Ferro, da 111 Ciento once, 2003)
13. En los jardines donde nadie va – 5:14 (testo: Renato Zero – adatt. spagnolo: Ortiz, Laura Pausini – musica: Danilo Riccardi, Renato Zero)
14. En un cuarto casi rosa – 4:34 (testo e musica: Biagio Antonacci – adatt. spagnolo: Ortiz, Laura Pausini)
15. Cuando – 3:41 (testo e musica: Pino Daniele – adatt. spagnolo: Ortiz, Laura Pausini)
16. Por el camino – 5:41 (testo e musica: Claudio Baglioni – adatt. spagnolo: Ortiz) – (brano di Claudio Baglioni, da Siempre aquí en Español, 2006)

Durata totale: 68:05

### Io canto/Yo canto Limited Edition
L'edizione Limited Edition (2 CD: 5051011814228) pubblicata in Italia, Spagna e America Latina è un cofanetto cartonato in edizione limitata che raccoglie le 2 edizioni:
- CD Io canto.
- CD Yo canto.

### Versione iTunes
1. Come il sole all'improvviso (Versione solista) – 3:19 (testo: Gino Paoli – musica: Zucchero) – (brano di Zucchero, da Rispetto, 1986)
2. Non me lo so spiegare (Versione solista) – 4:32 (testo e musica: Tiziano Ferro) – (brano di Tiziano Ferro, da 111 Centoundici, 2003)
3. No me lo puedo explicar (Versione solista) – 4:32 (testo, adatt. spagnolo e musica: Tiziano Ferro) – (brano di Tiziano Ferro, da 111 Ciento once, 2003)
4. Il mio canto libero (Versione solista) – 4:34 (testo: Mogol – musica: Lucio Battisti) – (brano di Lucio Battisti, da Il mio canto libero, 1972)
5. Mi libre canción (Versione solista) – 4:34 (testo: Mogol – adatt. spagnolo: Carlos Ramón – musica: Lucio Battisti) – (brano di Lucio Battisti, da Mi libre canción, 1973)
6. È non è (Inedito) – 3:45 (testo e musica: Niccolò Fabi) – (brano di Niccolò Fabi, da La cura del tempo, 2003)
7. Es no es (Inedito) – 3:45 (testo e musica: Niccolò Fabi) – (brano di Niccolò Fabi, da Dentro, 2007)

## Registrazione
Le registrazioni del disco sono avvenute parzialmente in Italia e parzialmente a Los Angeles.
- Hanson Recording Studios, Hollywood: registrazione.
- Sage Studio, Los Angeles: registrazione.
- ORS Oliveta Recording Studio, Castel Bolognese: registrazione.
- Studio Larione 10, Firenze: registrazione.
- Logic Studio, Milano: registrazione, mixaggio.
- Studio Impatto, Bologna: mixaggio.
- Fonoprint, Bologna: mixaggio.
- Mulino Recording Studio, Acquapendente: mixaggio.
- Nautilus Studio, Milano: masterizzazione.

## Formazione
- Laura Pausini: voce, cori (tracce 1, 2, 7, 11)
- Celso Valli: tastiera, pianoforte (tracce 1, 6, 13, 15, 16), direzione orchestra (tracce 6, 13, 16), programmazione basso (traccia 6), cori (traccia 1)
- Dado Parisini: tastiera (tracce 2, 3, 8, 12, 14), pianoforte (tracce 2, 8), Fender Rhodes (traccia 3), cori (traccia 2)
- Bruce Dukow: primo violino (tracce 4, 5, 10, 13, 16)
- John Beasley: tastiera, pianoforte (tracce 4, 5, 10)
- Luca Bignardi: programmazione (tracce 1, 6, 13, 15, 16)
- Tony Franklin: basso (tracce 1, 6, 16)
- Vinnie Colaiuta: batteria (tracce 1, 4-6, 10, 13, 15, 16)
- Oversea Orchestra: orchestra (tracce 8, 11)
- Riccardo Capanni: primo violino (tracce 8, 11)
- Filippo Martelli: direzione orchestra (tracce 8, 11)
- Daniel Vuletic: chitarre, programmazione, tastiera, pianoforte (tracce 4, 5, 10), cori (traccia 10)
- Paolo Carta: chitarre, programmazione (tracce 7, 11)
- Samuele Dessì: chitarre, programmazione (tracce 4, 5, 10)
- Michael Landau: chitarra elettrica (tracce 1, 4-6, 10, 13, 16), chitarra acustica (tracce 1, 13, 15, 16)
- Tim Pierce: chitarra acustica (tracce 1, 4-6, 10, 13, 16), chitarra elettrica (tracce 1, 13, 16)
- Riccardo Galardini: chitarre (tracce 3, 8, 9)
- Nathan East: basso (tracce 13, 15)
- Emiliano Fantuzzi: chitarra acustica (tracce 3, 9, 12), chitarra elettrica (tracce 12, 14), basso (traccia 9)
- Greg Howe: chitarra elettrica addizionale (tracce 1, 6)
- Roberto Gallinelli: basso (tracce 7, 11)
- Maurizio Dei Lazzaretti: batteria (tracce 7, 11)
- Max Costa: tastiera (traccia 8), programmazione (tracce 2, 3, 8, 9, 12, 14), percussioni (traccia 9)
- Gabriele Fersini: chitarra elettrica (tracce 2, 8, 9, 12)
- Giorgio Secco: chitarra acustica (tracce 1, 6)
- Massimo Varini: chitarra elettrica (tracce 2, 8, 9, 14)
- Ramon Stagnaro: chitarra acustica (traccia 15)
- Paul Bushnell: basso (tracce 4, 5, 10)
- Raphael Padilla: percussioni (tracce 4, 5, 10)
- Cesare Chiodo: basso (tracce 2, 3, 8, 12, 14)
- Alfredo Golino: batteria (tracce 2, 3, 8, 9, 12, 14)
- Gabriele Parisi: cori (traccia 2)
- Antonella Pepe: cori (tracce 1, 6, 16)
- Luca Velletri: cori (tracce 6, 16)

## Promozione
Il primo singolo estratto è Io canto, che rimane per 17 settimane nella Top 20 italiana e per 3 settimane al 1º posto della classifica. Io canto entra anche nella Top 30 in Francia, Svizzera e Belgio.
Singoli
Dall'album Io canto vengono estratti 4 singoli:
- Io canto
- Je chante (Io canto)
- Spaccacuore[13][14]
- Non me lo so spiegare (con Tiziano Ferro)[15][16]
- Cinque giorni

| Io canto                                                  | Io canto |
| Italia                                                    | Italia   |
| --------------------------------------------------------- | -------- |
| Io canto (13 ottobre 2006)                                |          |
| Spaccacuore (19 gennaio 2007)                             |          |
| Non me lo so spiegare (con Tiziano Ferro) (23 marzo 2007) |          |
| Francia                                                   |          |
| Je chante (Io canto) (10 novembre 2006)                   |          |
| Spaccacuore                                               |          |
| Non me lo so spiegare (con Tiziano Ferro)                 |          |
| Brasile                                                   |          |
| Io canto                                                  |          |
| Spaccacuore                                               |          |
| Non me lo so spiegare (con Tiziano Ferro)                 |          |
| Cinque giorni                                             |          |

Dall'album Yo canto vengono estratti 5 singoli:
- Yo canto
- Dispárame, dispara
- No me lo puedo explicar (con Tiziano Ferro)
- Mi libre canción (con Juanes)
- Y mi banda toca el rock

| Yo canto                                    | Yo canto       |
| America Latina                              | America Latina |
| ------------------------------------------- | -------------- |
| Yo canto (2 ottobre 2006)                   |                |
| Dispárame, dispara                          |                |
| No me lo puedo explicar (con Tiziano Ferro) |                |
| Spagna                                      |                |
| Yo canto (2 ottobre 2006)                   |                |
| Dispárame, dispara                          |                |
| No me lo puedo explicar (con Tiziano Ferro) |                |
| Mi libre canción (con Juanes)               |                |
| Messico                                     |                |
| Dispárame, dispara (16 ottobre 2006)        |                |
| Yo canto                                    |                |
| No me lo puedo explicar (con Tiziano Ferro) |                |
| Y mi banda toca el rock                     |                |

Videoclip
| Titolo                                      | Regista          |
| ------------------------------------------- | ---------------- |
| Io canto                                    | Gaetano Morbioli |
| Je chante (Io canto)                        | Gaetano Morbioli |
| Yo canto                                    | Gaetano Morbioli |
| Spaccacuore                                 | Gaetano Morbioli |
| Dispárame, dispara                          | Gaetano Morbioli |
| Non me lo so spiegare (con Tiziano Ferro)   | Gaetano Morbioli |
| No me lo puedo explicar (con Tiziano Ferro) | Gaetano Morbioli |

## Riconoscimenti e nomination
Con Io canto Laura Pausini ottiene il 6 giugno 2007 presso l'Auditorium della Conciliazione a Roma il premio Wind Music Award (in onda su Italia 1 il 14) e il 20 gennaio 2008 (in onda il 22 su Canale 5) presso l'Auditorium di via della Conciliazione a Roma un Telegatto d'oro nella categoria Miglior disco.
Con Yo canto ottiene l'8 novembre 2007 a Las Vegas il Latin Grammy Award nella categoria miglior album Pop femminile e sempre nello stesso anno riceve una nomination ai Premios Orgullosamente Latino nella categoria Disco latino dell'anno.

## Successo commerciale
I due album (Io canto e Yo canto) vendono oltre 2.000.000 copie: 650.000 copie in Italia; 1.300.000 di copie nel resto del mondo.
Io canto esordisce al 1º posto della classifica FIMI degli album più venduti in Italia, restando in vetta per altre sette volte, ottenendo il 2º posto tre volte e il 3º una. In cinque settimane, l'album vende oltre 500.000 copie in Italia, risultando essere il più venduto nel corso del 2006. L'album continua ad ottenere buoni risultati anche per tutto il 2007, arrivando a superare le 600.000 copie vendute in Italia e piazzandosi al 5º posto della classifica FIMI di fine anno. L'album rientra in classifica in altre 7 occasioni: nell'estate 2009 (92º, 65º, 67º e 81º posto), nel gennaio 2010 (84º e 77º posto)
 e nel novembre 2011 (25º posto).
Io canto ottiene il 1º posto in Svizzera, l'8º posto in Belgio (Vallonia) e il 15° in Francia.
Yo canto raggiunge il 15º posto in Spagna e ottiene il 9º posto nella classifica Latin Pop Albums, il 12º posto nella classifica Heatseekers Albums e il 22° nella Latin Albums, tutte e tre stilate negli Stati Uniti d'America da Billboard.

## Classifiche

### Classifiche settimanali
| Classifica (2006-2007)  | Posizione massima |
| ----------------------- | ----------------- |
| Belgio (Fiandre)        | 93                |
| Belgio (Vallonia)       | 8                 |
| Europa (European Album) | 10                |
| Finlandia               | 33                |
| Francia                 | 15                |
| Grecia                  | 4                 |
| Italia                  | 1                 |
| Paesi Bassi             | 66                |
| Spagna                  | 15                |
| Svizzera                | 1                 |

### Classifiche di fine anno
| Classifica (2006) | Posizione |
| ----------------- | --------- |
| Belgio (Vallonia) | 92        |
| Francia           | 109       |
| Italia            | 1         |
| Svizzera          | 20        |
| Classifica (2007) | Posizione |
| Belgio (Vallonia) | 82        |
| Europa            | 41        |
| Italia            | 5         |
| Svizzera          | 33        |
| Classifica (2008) | Posizione |
| Italia            | 78        |